# Aufklärungshubschrauber

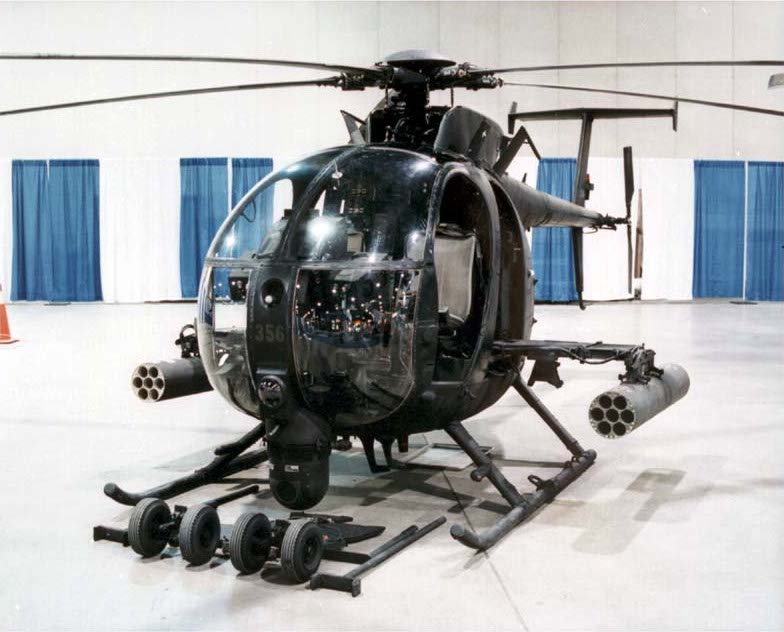
MH-6 Little Bird

Aufklärungshubschrauber (auch: Beobachtungshubschrauber) sind bemannte oder unbemannte Militärhubschrauber für die Taktische Gefechtsfeldaufklärung und -überwachung. Neben der Aufklärung werden die Hubschrauber in ihrer Sekundärrolle auch für den Lufttransport von Infanteriegruppen (z. B. Spezialeinheiten), zur Eskorte von Konvois und Schiffen sowie als MedEvac eingesetzt.
Aufgrund ihres gefechtsfeldnahen Aufgabenspektrums sind Aufklärungshubschrauber zumeist den Heeresfliegern organisatorisch zugeordnet.
Aufklärungshubschrauber werden im englischen Sprachraum als Observation Helicopter oder auch Reconnaissance Helicopter bezeichnet und mit dem Akronym OH abgekürzt. Leichte Aufklärungshubschrauber mit einem Höchstabfluggewicht (MTOW) von unter 3000 kg werden analog als Light Observation Helicopter mit LOH gekennzeichnet.

## Geschichte

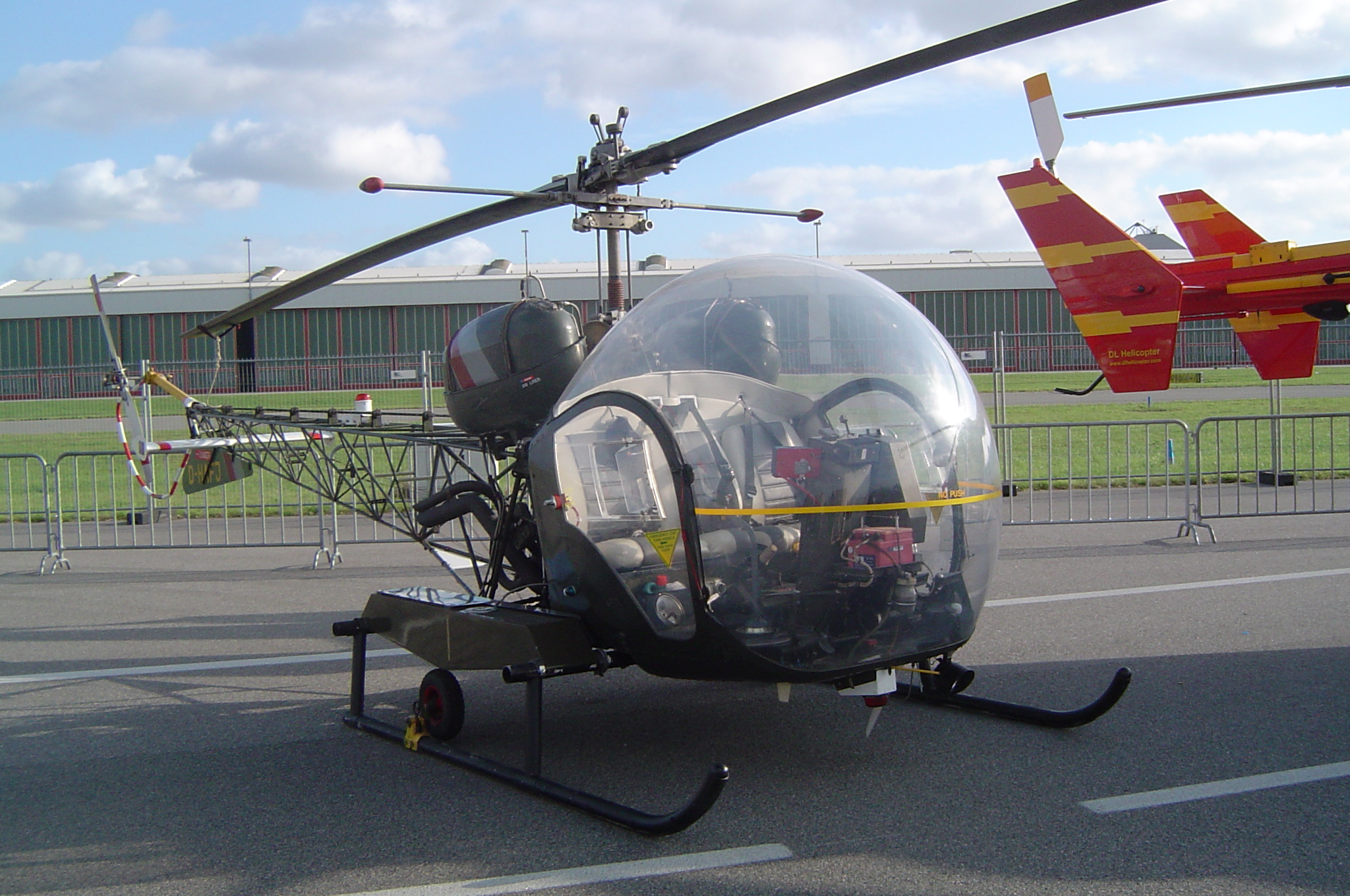
Bell H-13 Sioux

Die ersten Luftfahrzeuge zur luftgestützten Aufklärung und Überwachung waren Aufklärungsballons. Zu Beginn des Zweiten Weltkriegs wurden bereits leichte Aufklärungsflugzeuge wie die propellergetriebenen Taylorcraft L-2 und Fieseler Fi 156 (1936–1949) eingesetzt. Als ab den 1930er Jahren die ersten Militärhubschrauber verfügbar waren, machte sie ihre Fähigkeit, über einem Standort in der Nähe der eigenen Einheiten verharren zu können, ideal für die Aufklärung. Die ersten Aufklärungshubschrauber waren auf die reine Sichtaufklärung durch die Besatzung begrenzt, weshalb viele Hubschrauber wie die Bell H-13 Sioux (Erstflug 1945) für optimale Sichtverhältnisse über ein umfassend verglastes Cockpit verfügten.
Über die Zeit wurde das menschliche Auge zunehmend durch optische Sensoren wie Bildverstärker, Nachtsichtgeräte und Wärmebildkameras (Forward Looking Infrared) ersetzt. Diese Sensoren sind oft an lagestabilisierenden Halterungen angebracht, zusammen mit multifunktionalen Lasern zur elektro-optischen Abstandsmessung und Zielmarkierung.

## Bewaffnung

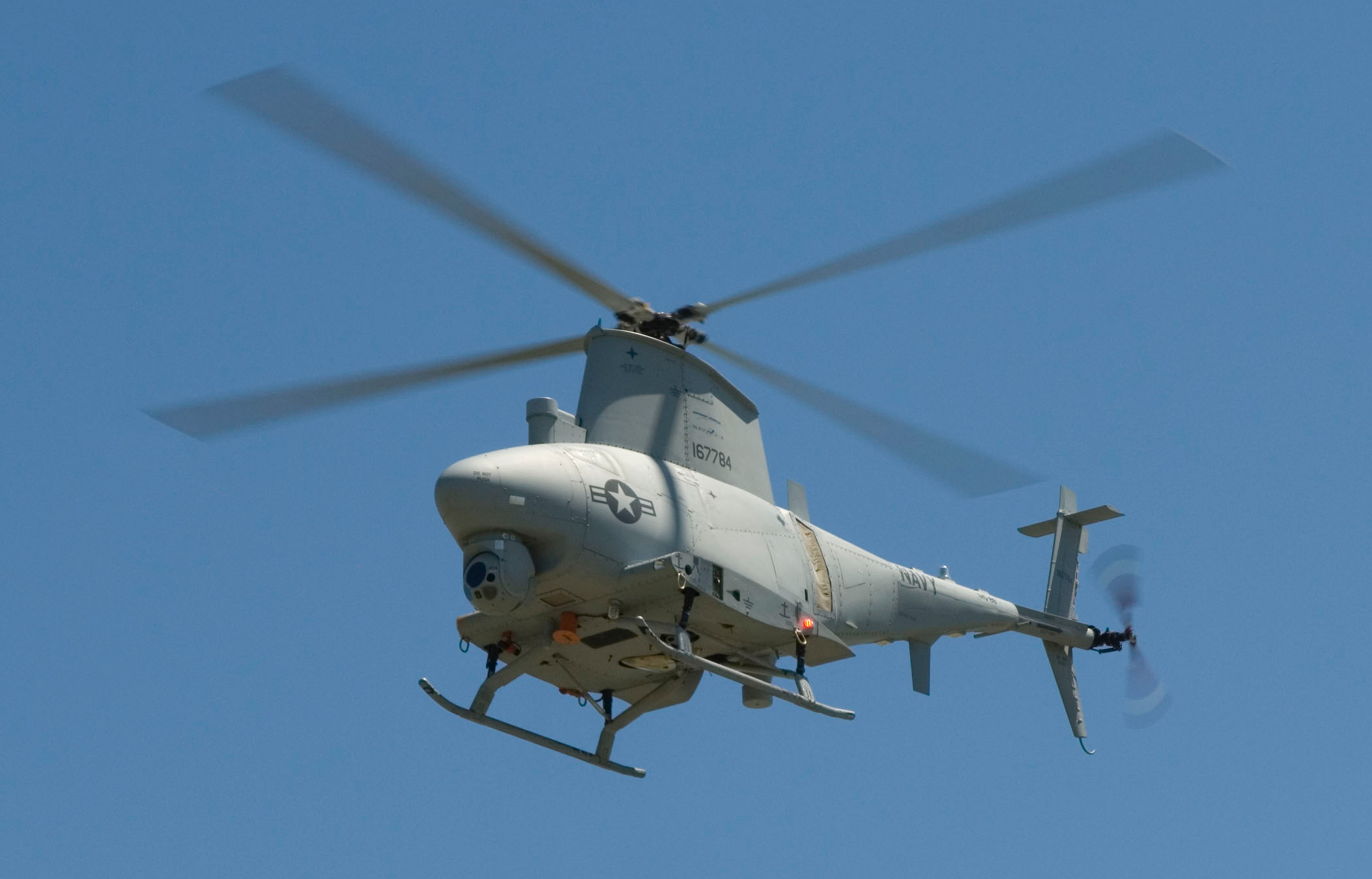
Unbemannte RQ-8B Fire Scout

Entsprechend der Hauptfunktion besteht die Primärbewaffnung von Aufklärungshubschraubern aus ihrer Sensorik und den Kommunikationssystemen. Frühe Aufklärungshubschrauber waren effektiv in der Feuerleitung von Artillerieschlägen und Luftangriffen. Mittels moderner Sensorik und digitaler Zielübermittlung können die Hubschrauber inzwischen auch Panzerabwehrlenkwaffen und präzisionsgelenkte Munition von anderen Luftfahrzeugen ins Ziel führen.
Manche Aufklärungshubschrauber wie der US-amerikanische Bell OH-58 können mit einer Kombination aus Bordwaffen und Wurfbehältern für gelenkte und ungelenkte Luft-Luft- und Luft-Boden-Raketen an den Außenhalterungen bewaffnet werden, jedoch in deutlich geringerem Umfang als Kampfhubschrauber. Ursprünglich waren diese Waffen für die Selbstverteidigung und zur Bekämpfung feindlicher Aufklärungseinheiten vorgesehen, doch können diese Wirkmittel im begrenzten Umfang auch für die Luftnahunterstützung eingesetzt werden.
Mit dem Northrop Grumman MQ-8 steht der United States Navy und dem United States Marine Corps seit 2008 ein unbemannter Aufklärungshubschrauber zur Verfügung, der auch bewaffnet werden kann.

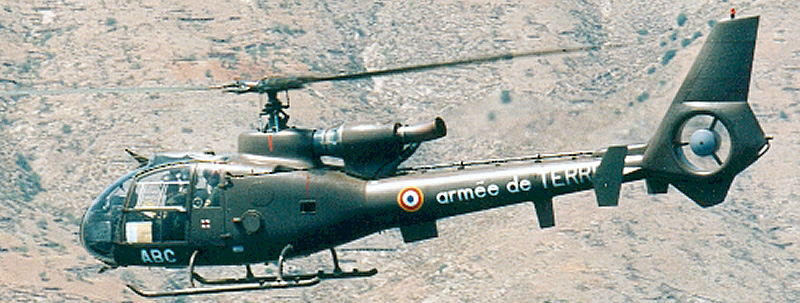
Eine Aérospatiale SA 341/342 der französischen Aviation légère de l’armée de Terre.
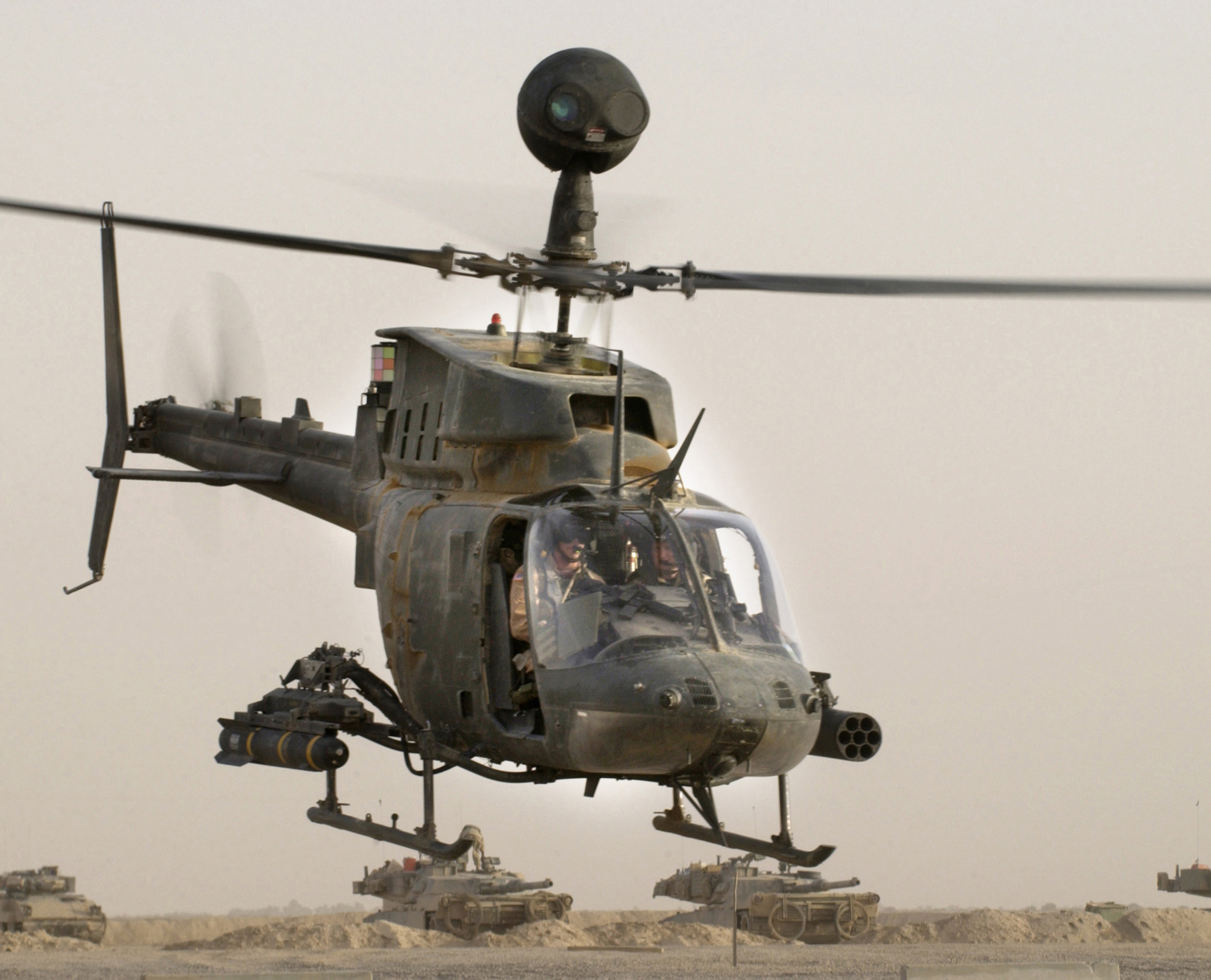
Ein OH-58 Kiowa mit Raketenwurfbehältern.
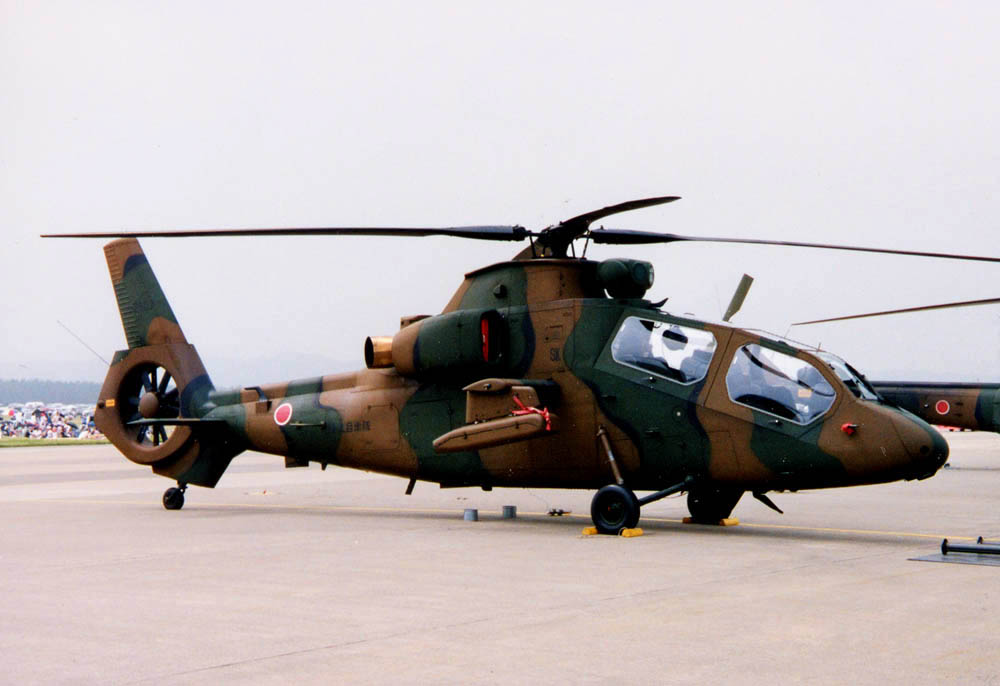
Kawasaki OH-1.